# Тирикуль (озеро)
Тирикуль — озеро Красноармейского района Челябинской области России.
Тирикуль лежит на высоте 171,4 метра над уровнем моря. Берега низкие, частично заболоченные. На северо-западном берегу озера стоит деревня Тирикуль, на юго-восточном — Каскуль. Вдоль южного берега проходит автомобильная дорога Бродокалмак — Алабуга.
Площадь зеркала — 13,1 км², средняя глубина — 2,5 метра, максимальная — 4,5 метра.
Протяжённость с севера на юг — 7 км, с запада на восток — 2,5 км.
Питается родниковой водой и осадками. Примыкает к озеру Отнога. Первоначально Отнога и Тирикуль были одним озером. После строительства дамбы их стало два. Сообщаются Отнога и Тирикуль через трубу..